# Bulgarian International 2023
Die Bulgarian International 2023 im Badminton fanden vom 5. bis zum 8. Oktober 2023 in Sofia statt.

## Sieger und Platzierte
| Disziplin    | Gold                                | Silber                           | Bronze                                 |
| ------------ | ----------------------------------- | -------------------------------- | -------------------------------------- |
| Herreneinzel | Mikolaj Szymanowski                 | Yohan Barbieri                   | Mateusz Danielak                       |
| Herreneinzel | Mikolaj Szymanowski                 | Yohan Barbieri                   | Dominik Kwinta                         |
| Dameneinzel  | Kaloyana Nalbantova                 | Milena Schnider                  | Laura Fløj Thomsen                     |
| Dameneinzel  | Kaloyana Nalbantova                 | Milena Schnider                  | Miranda Wilson                         |
| Herrendoppel | Robert Cybulski Szymon Slepecki     | Matteo Massetti David Salutt     | Jakub Melaniuk Wiktor Trecki           |
| Herrendoppel | Robert Cybulski Szymon Slepecki     | Matteo Massetti David Salutt     | Ivan Rusev Iliyan Stoynov              |
| Damendoppel  | Paulina Hankiewicz Kornelia Marczak | Anne Fuglsang Laura Fløj Thomsen | Kate Frost Sophia Noble                |
| Damendoppel  | Paulina Hankiewicz Kornelia Marczak | Anne Fuglsang Laura Fløj Thomsen | Mihaela Chepisheva Tsvetina Popivanova |
| Mixed        | Robert Cybulski Kornelia Marczak    | Jakub Melaniuk Julia Pławecka    | Scott Guildea Kate Frost               |
| Mixed        | Robert Cybulski Kornelia Marczak    | Jakub Melaniuk Julia Pławecka    | Jonas Østhassel Julie Abusdal          |